# چارنوخا
چارنوخا (به لهستانی:  Czarnucha) یک روستا در لهستان است که در گمینا اوگوستوو واقع شده‌است.